# Hikigawa (Wakayama)
Hikigawa (日置川町, Hikigawa-cho) was een gemeente in het district Nishimuro van de prefectuur Wakayama, Japan. In 2003 had de gemeente 4594 inwoners en een bevolkingsdichtheid van 33,70 inw./km². De oppervlakte van de gemeente bedroeg 136,31 km². Op 1 maart 2006 hield de gemeente op te bestaan als zelfstandige entiteit toen het fusioneerde met Shirahama.

## Verkeer
- Hikigawa heeft een onbemand treinstation, station Kii-Hiki. Het station ligt op de JR West Kisei-lijn (Kinokuni-lijn).
- Hikigawa ligt aan de nationale Autoweg 42